# ناأوهيرو كيتادي
ناأُوهيرو كيتادً (باليابانية: 北出 尚大) (14 مايو 1973 في فوكوكا في اليابان – )؛ هو لاعب كرة قدم ياباني سابق كان يلعب كلاعب وسط.

## وصلات خارجية
- ناأوهيرو كيتادي على موقع رابطة كرة القدم اليابانية للمحترفين (اليابانية)
- ناأوهيرو كيتادي على موقع عالم كرة القدم.نت (الإنجليزية)